# آرتسوی باخچینیان
آرتسوی هنریکی باخچینیان (ارمنی: Արծվի Հենրիկի Բախչինյան؛ زادهٔ ۲۱ ژانویهٔ ۱۹۷۱) تاریخ‌نگار، مترجم، و فرهنگ‌نویس اهل ارمنستان است.

## زندگی‌نامه
وی در ۲۱ ژانویهٔ ۱۹۷۱ در ایروان به دنیا آمد و از دانشگاه دولتی ایروان فارغ‌التحصیل شد. وی همچنین برندهٔ جوایزی همچون جایزه واهان تکیان شده است.

## نگارخانه

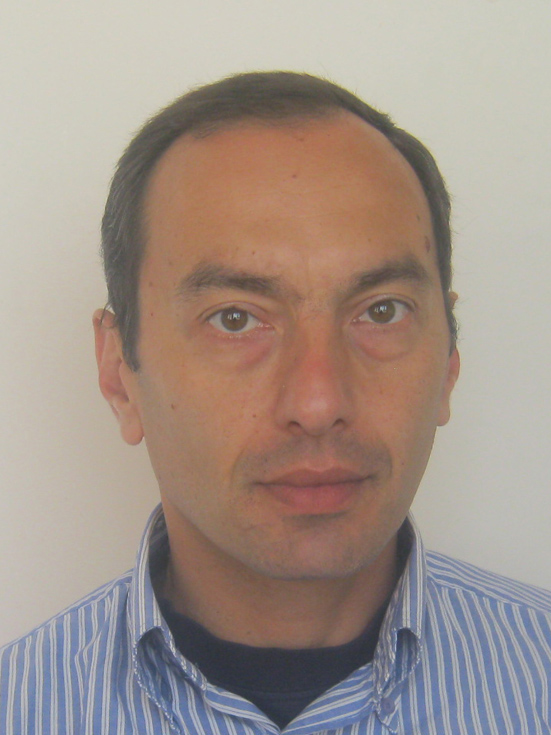